# Kazatelna

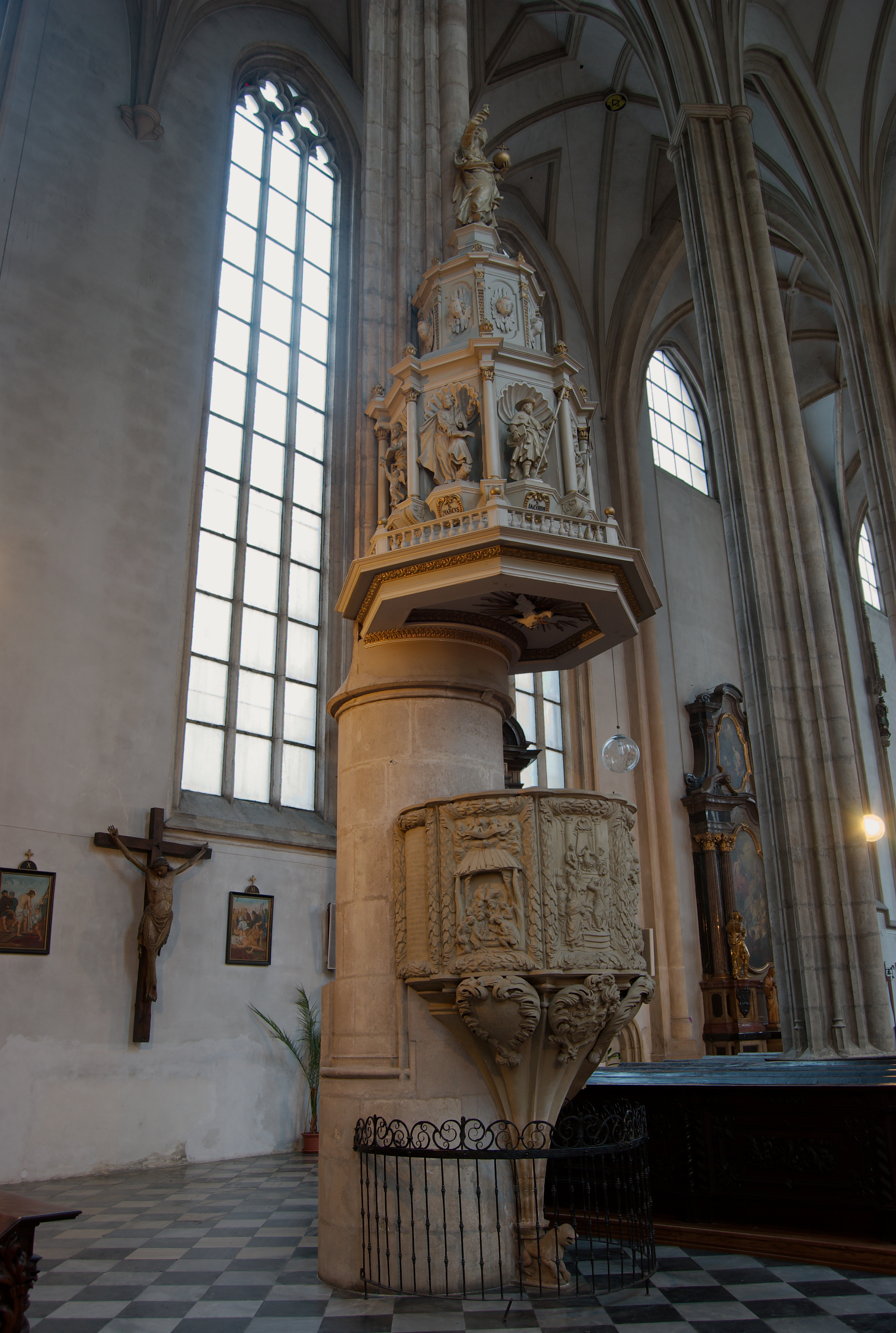
Pozdněgotická kamenná kazatelna v kostele sv. Jakuba v Brně

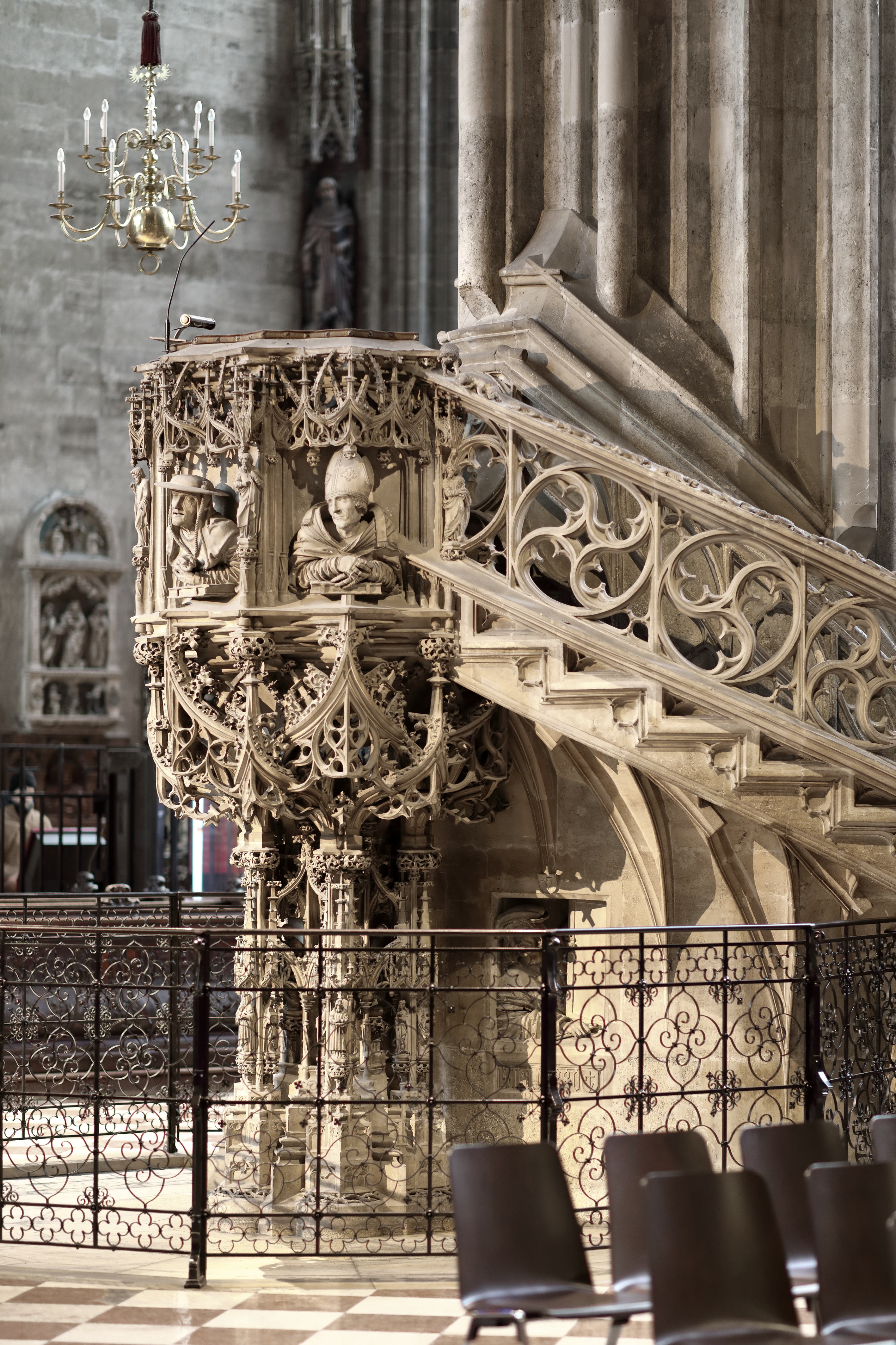
Gotická kazatelna ve Svatoštěpánském dómu ve Vídni

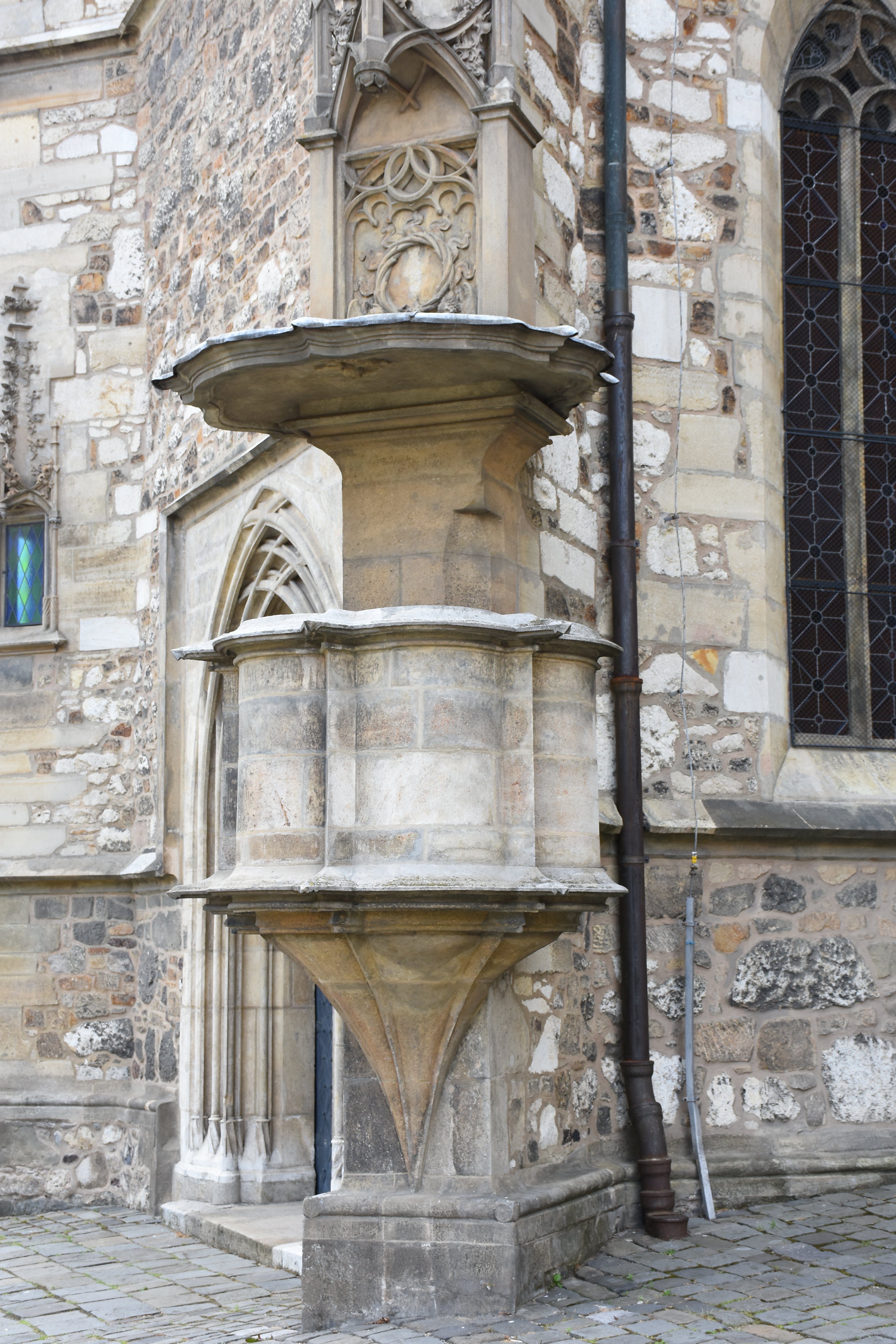
Venkovní kazatelna brněnského dómu svatých Petra Pavla

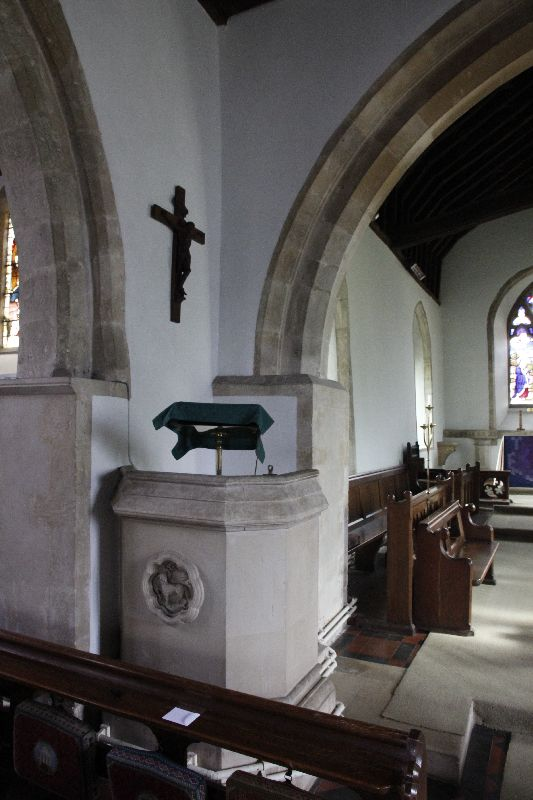
Nízká kazatelna v kostele Všech svatých v Houghtonu, příklad nízkého prostoru bez akustické potřeby zvýšení kazatelny

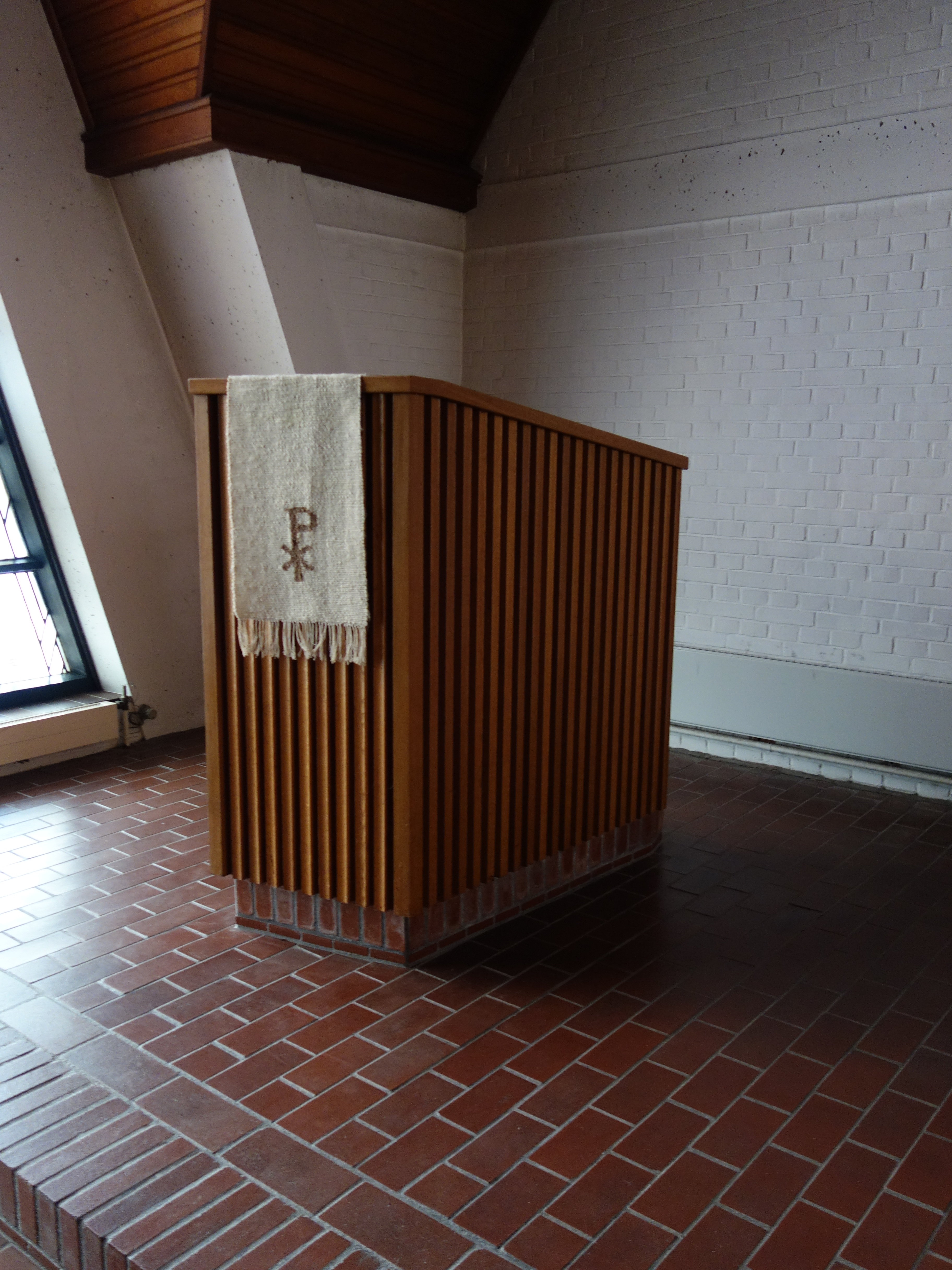
Moderní ambonová kazatelna v kostele sv. Petra v Rantumi

Kazatelna je vyvýšené místo, architektonický útvar či nábytek v kostele, odkud kněz přednáší kázání.

## Křesťanství

### Historie
Vyvýšené kazatelny se ve větších svatostáncích stavěly od pozdního středověku, a to na severní straně, v místě s výbornou akustikou, aby bylo kněze co nejlépe slyšet po celém prostoru kostela. V době husitské, když se kostelů zmocnila reformovaná církev, začali katolíci stavět kamenné kazatelny na vnější straně kostela, například dosud zachovaná kazatelna Jana Kapistrána v Brně.
Hojně byly využívány od 16. století. V době reformace se římskokatolická církev snažila o posílení katolického povědomí lidí a protestantská naopak o získání co nejvíce původně katolických věřících do svého středu. Nejhonosnější kazatelny pocházejí ze 17.–18. století a jsou provedeny v barokním slohu, bývají mramorové, štukové nebo řezané ze dřeva, štafírované a zlacené, obložené sochami.
Po liturgické reformě Druhého vatikánského koncilu (1962–65) se vyvýšená kazatelna v katolických kostelích již obvykle přestala používat, někde byla úplně odstraněna. Někteří kněží si reformy vysvětlovaly chybně a začali mnohdy velmi vzácné kazatelny, ale i další vybavení kostelů ničit, nebo dokonce pálit, což mělo za následek nenávratně ztracených mnohdy architektonických pokladů.
Kazatelny byly budovány vyvýšeně zejména pro svou akustickou výhodu. Dnešní kazatelny většinou již ani ve velkých svatostáncích nejsou vyvýšené a nejčastěji mají podobu ambonu, což bylo umožněno pokrokem ozvučovací techniky.

### Části kazatelny
- Základem je otevřená skříň či ohrádka ve tvaru čtyřboké, pětiboké nebo válcové architektury. Její vnější stěny (předprseň) bývají zdobeny biblickými emblémy (např. znamení čtyř evangelistů nebo tří křesťanských ctností)
- Pulpit – čtecí pult
- Podstavec či noha – může mít uměleckou dekorativní podobu, například ve tvaru sochy Mojžíše
- Ozvučná deska, zvaná též abat-voix, stříška nebo baldachýn – zastřešuje kazatelnu a slouží především– pro zlepšení akustiky, ale bývá také ozdobena
- Schodiště vedoucí ke kazatelně – nazývá se– řečiště.[1]

## Další významy
- Posvátná kazatelna byl římskokatolický časopis, který od roku 1864 v Praze na Vyšehradě vydával Beneš Metoděj Kulda.
- Kazatelnou se v přeneseném slova smyslu nazývá:
  - myslivecký posed
  - kabina venkovního WC

### Islám
- Muslimská obdoba kazatelny je minbar.